# Едуард Натапеї
Едуард Ніпаке Натапеї (нар. 1954) — політичний діяч, прем'єр-міністр Вануату у 2001–2004, з 22 вересня 2008 до 2 грудня 2010 та з 16 до 26 червня 2011 року. До цього Натапеї упродовж нетривалого часу 1991 року займав пост міністра закордонних справ, виконував обов'язки президента Вануату з 2 до 24 березня 1999 року (упродовж періоду, коли він був спікером парламенту). Очолює партію соціалістичної спрямованості «Вануаку», яку підтримують, в основному, англомовні громадяни.